# Tomaž Šalamun

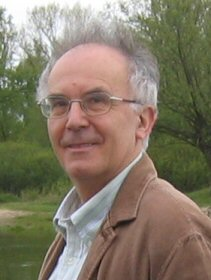
Tomaž Šalamun

Tomaž Šalamun (ur. 4 lipca 1941 w Zagrzebiu, zm. 27 grudnia 2014 w Lublanie) – słoweński poeta.
Šalamun był uznawany za wybitnego twórcę literatury słoweńskiej XX i XXI w., a także wymieniany jako jeden z najwybitniejszych współczesnych poetów europejskich. Opublikował ponad czterdzieści tomów poezji w języku słoweńskim, tłumaczenia jego wierszy ukazywały się również w wydaniach książkowych w kilkunastu krajach Europy i w USA.

## Życiorys
Tomaž Šalamun wychowywał się w Lublanie, Mostarze i Koprze w ówczesnej Jugosławii. Ukończył historię sztuki na uniwersytecie w Lublanie.
Jako student brał udział w redagowaniu czasopisma kulturalnego Perspektive (Perspektywy), które w 1964 zostało zlikwidowane przez władze jako zagrażające porządkowi społecznemu SFRJ. Przy tej okazji Šalamun został aresztowany, ale wobec zdecydowanego protestu słoweńskich intelektualistów nie postawiono mu zarzutów i uwolniono po kilku dniach.
Debiutancki tom wierszy Poker, wydany nakładem własnym autora w 1966, spotkał się z żywym oddźwiękiem, w tym z oskarżeniami autora o „nihilizm”, „dekadencję” i „nieodpowiedzialność”. Obecnie tom ten uważany jest za jeden z punktów zwrotnych w słoweńskiej literaturze XX w.
W roku 1970 Šalamun, jako uczestnik grupy artystów-konceptualistów OHO (nazwa pochodzi od połączenia słoweńskich wyrazów „oko” i „ucho”), wyjechał na miesięczną wystawę do Nowego Jorku, na zaproszenie Museum of Modern Art. Wizyta ta wywarła duże wrażenie na poecie, który następnie wielokrotnie powracał do USA na dłuższe i krótsze pobyty, podczas których napisał znaczną część swoich wierszy. W latach 1979–1981 przebywał również na stypendium w Meksyku, co wywarło istotny wpływ na jego dykcję poetycką.
Po niedługim okresie zatrudnienia jako historyk sztuki w Muzeum Sztuki Współczesnej i Akademii Sztuk Pięknych w Lublanie utrzymywał się z tłumaczeń i prac dorywczych (na skutek kolejnego „podpadnięcia” władzom socjalistycznej Jugosławii), a w późniejszym czasie całkowicie poświęcił się pracy poetyckiej. W ostatnich latach prowadził również zajęcia na wydziałach creative writing dwóch uniwersytetów w USA.
W latach osiemdziesiątych XX w. poeta wyrażał poparcie dla dążeń niepodległościowych Słowenii. W latach 1996–1997, po uzyskaniu przez Słowenię niepodległości, pełnił funkcję attaché kulturalnego konsulatu Republiki Słowenii w Nowym Jorku.
Šalamun kilkakrotnie odwiedzał Polskę. W maju 2005 r. był gościem festiwalu „Poznań Poetów”, a w 2013 r. – Festiwalu im. Czesława Miłosza. Jego siostrą jest Katarina Šalamun-Biedrzycka, siostrzeńcami Miłosz i Mariusz Biedrzyccy.

## Zarys twórczości
Wczesna twórczość Šalamuna, szczególnie wiersze składające się na debiutancki tom Poker (1966), wywołała pewną konsternację czytelników i krytyki. Zwracano uwagę na ciągi luźno połączonych obrazów, nierzadko drastycznych, często zestawianych kosztem dyskursywnego znaczenia. Podkreślano też obecność w wierszach elementów absurdu i groteski, a także zdecydowane odrzucenie przez autora etosu środkowoeuropejskiego intelektualisty. (Pierwszy wers wiersza otwierającego debiutancki tom brzmiał: „Zmęczyłem się wizerunkiem swojego plemienia i wyszedłem”). Doszukiwano się powiązań z poezją symbolistów, szczególnie Rimbauda, jak również T.S. Eliota oraz francuskich surrealistów i serbskich nadrealistów. Krytycy zaproponowali także nowe określenia do opisu poezji Šalamuna, takie jak „reizm” (od łac. „res”, rzecz) i „ludyzm” (od „ludo”, bawię się).
W latach 70. XX w. w poezji Šalamuna zaznaczył się wpływ poezji amerykańskiej, szczególnie autorów kojarzonych z Beat Generation i szkołą nowojorską. Wpływ ten przejawił się m.in. wprowadzeniem do wierszy dłuższych form narracyjnych. Dwuletni pobyt poety w Meksyku na przełomie lat siedemdziesiątych i osiemdziesiątych zaowocował pojawieniem się w wierszach motywów z kultur prekolumbijskich i poezji hiszpańskojęzycznej (np. Césara Vallejo), a także pogłębieniem ekstatyczności i wizyjności obrazowania, w kierunku kojarzącym się z pismami św. Jana od Krzyża.
W latach 80. Šalamun podjął swego rodzaju dialog z młodszym pokoleniem poetów słoweńskich, pozostających pod wpływem takich prądów myślowych jak dekonstrukcja czy psychoanaliza Lacana. Poeta skupił się na zagadnieniach relacji i odniesień w obrębie języka jako takiego, co przejawiło się w większej złożoności środków poetyckich, skłaniającej krytyków do porównań (przychylnych i nieprzychylnych) ze sztuką baroku. Z drugiej strony, echom postmodernizmu Šalamun przeciwstawił własną wersję dążenia do transcendencji, inspirowaną kabałą w ujęciu Gershoma Scholema, czy też mistyczną poezją Dżaladuddina Rumiego.
W ostatnich z opublikowanych tomów poety można, w porównaniu z wcześniejszym rozpasaniem, zauważyć pewne ściszenie tonu, zwrócenie się w stronę intymnego zwierzenia. Wiersze nadal jednak oparte są na zestawieniach wizjonerskich obrazów, a środki językowe – stosowane w sposób wirtuozerski, nierzadko graniczący z karkołomnością.